# Coordinate spaziali

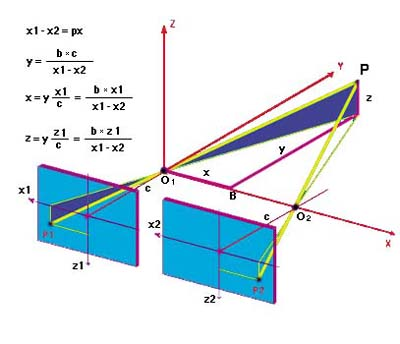
Schema per il calcolo delle coordinate spaziali da fotogrammi stereometrici nel caso normale

Le coordinate spaziali servono per individuare la posizione di un punto nello spazio relativamente ad un sistema di riferimento.

## Esempio
Per esempio, nel caso di un rilievo fotogrammetrico  effettuato con il caso normale, per la ricostruzione del modello occorre conoscere la posizione dei punti dello stesso. Detta posizione viene determinata tramite le coordinate delle immagini dei punti corrispondenti esistenti sui fotogrammi e calcolata con le formule riportate in figura. Le stesse possono essere ricavate con la  ricostruzione geometrica dell'orientamento (esistente al momento della ripresa) dei  fasci di raggi proiettanti l'immagine. Con maggior precisione:
- si sceglie un sistema cartesiano tridimensionale ortogonale monometrico,  avente:
  - l'origine nel centro di proiezione della camera metrica posta a sinistra;
  - l'asse x passante per il centro  di proiezione della camera metrica di destra e senso  positivo verso destra;
  - l'asse y diretto secondo l'asse ottico della camera di sinistra e senso positivo verso l'oggetto ripreso;
  - l'asse z ortogonale al piano determinato dagli altri due assi e con senso positivo verso l'alto;
- Si riportano i fotogrammi in un piano parallelo al piano xz, posto, da questo, ad una distanza uguale - c (dove c è il valore della distanza principale della camera metrica), posizionandoli in modo che:
  - il fotogramma di sinistra abbia l'origine O1 sull'asse y ed il sistema di riferimento con l'asse x1 diretto verso sinistra e l'asse z1 diretto verso il basso (il fotogramma viene capovolto per ricostruire la posizione dell'immagine al momento della ripresa) ;
  - Il fotogramma di destra subisce lo stesso orientamento di quello di sinistra, solo che viene spostato verso destra di una lunghezza uguale alla base di ripresa indicata in figura con b;
- per ricostruire la posizione di un punto P è sufficiente proiettare le sue immagini P'  e P"   (esistenti sui due fotogrammi) dai centri di proiezione O1 e O2: Le rette proiettanti si intersecano proprio nel punto P;
- le formule sono state ricavate sfruttato la similitudine dei triangoli rettangoli, determinati  dai raggi proiettanti.

### Video
- Il programma StereoFot, su youtube.com.
- L'archivio  fotogrammetrico, su youtube.com.